# Teleopowieści
Teleopowieści (ang. Tellytales) – brytyjski serial animowany, w Polsce emitowany na kanale CBeebies w latach 2010-2014.

## Fabuła
Program jest połączeniem pochłaniającej książki, filmu oraz magicznego występu scenicznego. Mity, legendy i baśnie z całego świata opowiadane są tu w przystępny oraz atrakcyjny dla dzieci sposób. Twórcy programu przedstawiają różne bajki, ucząc dzieci poprzez zabawę, kolorowe animacje, sceny na żywo oraz piosenki. W każdym odcinku historia dotyczy innego kraju.

## Obsada
- Keti Aspden – dziewczynka narratorka i wiele innych postaci[2]

## Wersja polska
Wystąpili:
- Wiktoria Zawiła – dziewczynka narratorka
- Jan Kudasik – chłopiec narrator

Przekład:
- Michał Moszczyński
- Anna Jankowska

Wersja polska: Cabo
Lektor tyłówki: Katarzyna Pietrzyk